# Amiral Levtchenko (destroyer)
L'Amiral Levtchenko (DDG-605) est un destroyer de la classe Oudaloï en service dans la marine russe, nommé d'après l'amiral Gordeï Levtchenko (en).

## Historique
Le navire est construit en 1982 et mis en service dans la marine soviétique en 1988. Après la chute de l'Union soviétique, le navire sert dans la marine russe au sein de la flotte du Nord.
En 2010, l'Amiral Levtchenko participe aux opérations russes de lutte contre la piraterie au large des côtes somaliennes.
En 2020, le navire subit une modernisation majeure. Cela comprend la mise à niveau des systèmes de lutte contre l'incendie, de l'électronique embarquée, de nouvelles unités de refroidissement et des vannes d'arrêt. Le navire doit également recevoir le tout nouveau système de missile anti-sous-marin russe « Otvet ». Alors qu'il doit reprendre du service fin 2022, le destroyer quitte son radoub dès mai 2022.
Le 26 mai 2022, le destroyer mène des exercices dans la mer de Barents.
Le 8 septembre 2022, l'Amiral Levtchenko organise des exercices le long de la route maritime du Nord, aux côtés du LST Aleksandr Otrakovsky, du pétrolier Sergueï Ossipov et du remorqueur Pamir. Le 10 octobre, les trois navires rentrent à Severomorsk.